# Bridge of Earn
Bridge of Earn (Schots-Gaelisch: Drochaid Eireann) is een dorp in de Schotse lieutenancy Perth and Kinross in het gelijknamige raadsgebied Perth and Kinross.
Ongeveer 10 kilometer ten zuidoosten van Bridge of Earn staat Balvaird Castle, een zestiende-eeuws kasteel.